# Steatocranus ubanguiensis
Espèce
Statut de conservation UICN

 DD  : Données insuffisantes
Steatocranus ubanguiensis est une espèce de poissons d'eau douce de la famille des Cichlidae.

## Répartition
L'espèce Steatocranus ubanguiensis n'est connue que du Mbomou en République centrafricaine mais pourrait avoir une aire de répartition plus large.

## Description
Steatocranus ubanguiensis peut mesurer jusqu'à 53 mm. Cette espèce se rencontre dans les eaux vives et se reproduit dans des cavités. Il semblerait que ce soit les mâles qui s'occupent des œufs et des alevins, tandis que les femelles défendent la zone de nidification.

## Systématique
Le nom valide complet (avec auteur) de ce taxon est Steatocranus ubanguiensis Roberts (d) & Stewart (d), 1976,.

## Étymologie
Son épithète spécifique, composée de ubangui et du suffixe latin -ensis, « qui vit dans, qui habite », fait référence à l'Oubangui, la rivière que rejoint le Mbomou où l'holotype de cette espèce a été capturé.

## Publication originale
- (en) Tyson R. Roberts et Donald J. Stewart, « An ecological and systematic survey of fishes in the rapids of the lower Zaïre or Congo River », Bulletin of the Museum of Comparative Zoology, Cambridge (Massachusetts), vol. 147, no 6,‎ 12 février 1976, p. 239-317 (ISSN 0027-4100, lire en ligne, consulté le 19 août 2023).